# Storselssjön
Storselssjön är en sjö i Örnsköldsviks kommun i Ångermanland och ingår i Gideälvens huvudavrinningsområde. Sjön är 10 meter djup, har en yta på 0,666 kvadratkilometer och befinner sig 328,9 meter över havet. Storselssjön ligger i Hemlingsån Natura 2000-område. Sjön avvattnas av vattendraget Hemlingsån.

## Delavrinningsområde
Storselssjön ingår i det delavrinningsområde (707374-161413) som SMHI kallar för Utloppet av Storselssjön. Medelhöjden är 359 meter över havet och ytan är 5,43 kvadratkilometer. Räknas de 17 avrinningsområdena uppströms in blir den ackumulerade arean 71,5 kvadratkilometer. Hemlingsån som avvattnar avrinningsområdet har biflödesordning 2, vilket innebär att vattnet flödar genom totalt 2 vattendrag innan det når havet efter 86 kilometer. Avrinningsområdet består mestadels av skog (67 procent) och sankmarker (11 procent). Avrinningsområdet har 0,66 kvadratkilometer vattenytor vilket ger det en sjöprocent på 12,2 procent.